# Elisabetta Dorotea d'Assia-Darmstadt
Elisabetta Dorotea d'Assia-Darmstadt (Darmstadt, 24 aprile 1676 – Homburg, 9 settembre 1721) fu una nobile dell'Assia-Darmstadt e Langravia di Assia-Homburg.

## Biografia
Era figlia di Luigi VI d'Assia-Darmstadt, Langravio di Assia-Darmstadt dal 1661 al 1678, e della seconda moglie Elisabetta Dorotea di Sassonia-Gotha.
Venne destinata dal padre a sposare il cugino Federico Giacomo, figlio ed erede di Federico II d'Assia-Homburg langravio d'Assia-Homburg.

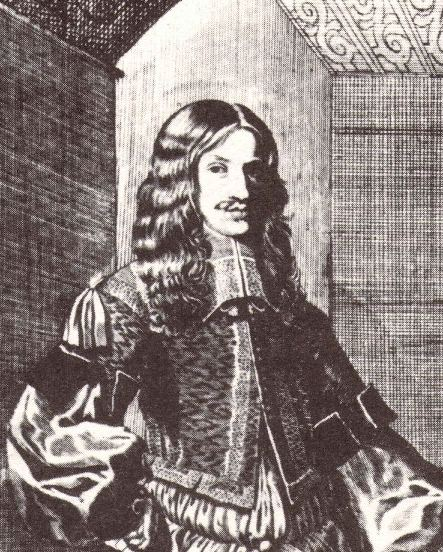
Luigi VI d'Assia-Darmstadt, padre di Elisabetta

Federico apparteneva dunque a un diverso ramo della grande dinastia di Brabante, la stessa a cui apparteneva Elisabetta, che governava dal 1596 l'Assia-Homburg. Il matrimonio, che venne celebrato a Butzbach il 24 febbraio 1700, rappresentava quindi l'unione dei due rami Brabante.
Con la morte del suocero, avvenuta il 24 gennaio 1708 a Homburg, Elisabetta divenne langravia d'Assia-Homburg, titolo che conservò fino alla morte e che avrebbe trasmesso ai figli avuti con Federico.
Elisabetta morì, dopo una settimana di agonia, il 9 settembre 1721, in seguito alle complicazioni del parto, senza riuscire tuttavia a dare al marito un erede in grado di succedergli. Suo marito si risposò il 17 ottobre 1728 con Cristina Carlotta di Nassau-Ottweiler, dalla quale non ebbe figli.
Gli unici figli di Elisabetta a superare l'infanzia furono Ludovico Giovanni e Giovanni Carlo, morti entrambi prima del padre. Ludovico Giovanni, erede presunto di Federico, sposò il 23 gennaio 1738 a San Pietroburgo la principessa Anastasia Trubetzkoya e morì, senza eredi, proprio l'anno prima del padre.
A Federico, morto l'8 giugno 1746 a Hertogenbosch, succedette il fratello Casimiro Guglielmo d'Assia-Homburg.

## Discendenza
Diede alla luce sette figli
- Federica Dorotea (Groninga, 29 settembre 1701-Homburg, 11 marzo 1704);
- Federico Guglielmo (Groninga, 1º ottobre 1702-Groninga, 19 agosto 1703);
- Luisa Guglielmina (Homburg, 2 dicembre 1703-Homburg, 20 agosto 1704);
- Ludovico Giovanni (Homburg, 15 gennaio 1705-Berlino, 23 ottobre 1745);
- Giovanni Carlo (Homburg, 24 agosto 1706-Fellin, 10 maggio 1728);
- Ernestina Luisa (Homburg, 29 gennaio 1707-Homburg, 19 dicembre 1707);
- Federico (Homburg, 2 settembre 1721-Homburg, 16 novembre 1721).

## Ascendenza
|                                                |                             |                                        | Genitori                                |  |  | Nonni |  |  | Bisnonni                  |  |  | Trisnonni                   |  |
|                                                |                             |                                        |                                         |  |  |       |  |  | Luigi V d'Assia-Darmstadt |  |  | Giorgio I d'Assia-Darmstadt |  |
|                                                |                             |                                        |                                         |  |  |       |  |  | Luigi V d'Assia-Darmstadt |  |  | Giorgio I d'Assia-Darmstadt |  |
|                                                |                             | Maddalena di Lippe                     |                                         |  |  |       |  |  | Luigi V d'Assia-Darmstadt |  |  |                             |  |
| Giorgio II d'Assia-Darmstadt                   |                             |                                        |                                         |  |  |       |  |  | Luigi V d'Assia-Darmstadt |  |  |                             |  |
|                                                |                             | Maddalena di Brandeburgo               | Giovanni Giorgio di Brandeburgo         |  |  |       |  |  |                           |  |  |                             |  |
|                                                |                             | Maddalena di Brandeburgo               | Giovanni Giorgio di Brandeburgo         |  |  |       |  |  |                           |  |  |                             |  |
|                                                |                             | Maddalena di Brandeburgo               | Elisabetta di Anhalt-Zerbst             |  |  |       |  |  |                           |  |  |                             |  |
| Luigi VI d'Assia-Darmstadt                     |                             | Maddalena di Brandeburgo               |                                         |  |  |       |  |  |                           |  |  |                             |  |
|                                                |                             | Giovanni Giorgio I di Sassonia         | Cristiano I di Sassonia                 |  |  |       |  |  |                           |  |  |                             |  |
|                                                |                             | Giovanni Giorgio I di Sassonia         | Cristiano I di Sassonia                 |  |  |       |  |  |                           |  |  |                             |  |
|                                                |                             | Giovanni Giorgio I di Sassonia         | Sofia di Brandeburgo                    |  |  |       |  |  |                           |  |  |                             |  |
| Sofia Eleonora di Sassonia                     |                             | Giovanni Giorgio I di Sassonia         |                                         |  |  |       |  |  |                           |  |  |                             |  |
|                                                |                             | Maddalena Sibilla di Hohenzollern      | Alberto Federico di Prussia             |  |  |       |  |  |                           |  |  |                             |  |
|                                                |                             | Maddalena Sibilla di Hohenzollern      | Alberto Federico di Prussia             |  |  |       |  |  |                           |  |  |                             |  |
|                                                |                             | Maddalena Sibilla di Hohenzollern      | Maria Eleonora di Jülich-Kleve-Berg     |  |  |       |  |  |                           |  |  |                             |  |
| Elisabetta Dorotea d'Assia-Darmstadt           |                             | Maddalena Sibilla di Hohenzollern      |                                         |  |  |       |  |  |                           |  |  |                             |  |
|                                                | Giovanni di Sassonia-Weimar | Giovanni Guglielmo di Sassonia-Weimar  |                                         |  |  |       |  |  |                           |  |  |                             |  |
|                                                | Giovanni di Sassonia-Weimar | Giovanni Guglielmo di Sassonia-Weimar  |                                         |  |  |       |  |  |                           |  |  |                             |  |
|                                                | Giovanni di Sassonia-Weimar | Dorotea Susanna di Wittelsbach-Simmern |                                         |  |  |       |  |  |                           |  |  |                             |  |
| Ernesto I di Sassonia-Gotha-Altenburg          | Giovanni di Sassonia-Weimar |                                        |                                         |  |  |       |  |  |                           |  |  |                             |  |
|                                                |                             | Dorotea Maria di Anhalt                | Gioacchino Ernesto di Anhalt            |  |  |       |  |  |                           |  |  |                             |  |
|                                                |                             | Dorotea Maria di Anhalt                | Gioacchino Ernesto di Anhalt            |  |  |       |  |  |                           |  |  |                             |  |
|                                                |                             | Dorotea Maria di Anhalt                | Eleonora di Württemberg                 |  |  |       |  |  |                           |  |  |                             |  |
| Elisabetta Dorotea di Sassonia-Gotha-Altenburg |                             | Dorotea Maria di Anhalt                |                                         |  |  |       |  |  |                           |  |  |                             |  |
|                                                |                             | Giovanni Filippo di Sassonia-Altenburg | Federico Guglielmo I di Sassonia-Weimar |  |  |       |  |  |                           |  |  |                             |  |
|                                                |                             | Giovanni Filippo di Sassonia-Altenburg | Federico Guglielmo I di Sassonia-Weimar |  |  |       |  |  |                           |  |  |                             |  |
|                                                |                             | Giovanni Filippo di Sassonia-Altenburg | Anna Maria del Palatinato-Neuburg       |  |  |       |  |  |                           |  |  |                             |  |
| Elisabetta Sofia di Sassonia-Altenburg         |                             | Giovanni Filippo di Sassonia-Altenburg |                                         |  |  |       |  |  |                           |  |  |                             |  |
|                                                |                             | Elisabetta di Brunswick-Wolfenbüttel   | Enrico Giulio di Brunswick-Lüneburg     |  |  |       |  |  |                           |  |  |                             |  |
|                                                |                             | Elisabetta di Brunswick-Wolfenbüttel   | Enrico Giulio di Brunswick-Lüneburg     |  |  |       |  |  |                           |  |  |                             |  |
|                                                |                             | Elisabetta di Brunswick-Wolfenbüttel   | Elisabetta di Danimarca                 |  |  |       |  |  |                           |  |  |                             |  |
|                                                |                             | Elisabetta di Brunswick-Wolfenbüttel   |                                         |  |  |       |  |  |                           |  |  |                             |  |